# Landerbach
Der Landerbach (im Oberlauf Knochenbach genannt) ist ein orografisch rechtes Nebengewässer des Ölbachs in Nordrhein-Westfalen, Deutschland. Er hat eine Länge von 11,4 km. 

## Flussverlauf
Der Landerbach entspringt als Knochenbach in der Senne nordöstlich der Ortschaft Stukenbrock als Abfluss eines Quellteiches. Nach ca. 1,6 Kilometern nimmt er rechtsseitig den ebenfalls in der Senne entspringenden Krampsbach über einen Stauteich auf und ändert seinen Namen daraufhin in "Landerbach".
Der Bach fließt in westliche Richtung auf Schloß Holte zu und unterquert dabei die örtliche Autobahnauffahrt zur A33. Unterhalb von Schloß Holte nimmt der Landerbach den ebenfalls rechtsseitig zufließenden Dalbkebach auf, welcher ein Ableiter des Menkhauser Baches ist und somit eine Verbindung zu diesem Gewässer herstellt.
Nach diesem Zufluss erreicht der Landerbach das Gebiet des Holter Waldes, den er am Nordrand durchfließt. Nach einigen Kilometern übertritt der Landerbach die Stadtgrenze zu Verl und fließt südlich am Ortsteil Sende vorbei. Im weiteren Verlauf bildet das Gewässer den Nordrand des Holter Waldes als Übergang zur landwirtschaftlich geprägten Wiesenlandschaft. Nordöstlich von Verl mündet der Landerbach schließlich in einem zur Naherholung genutzten Gebiet in den Ölbach.
Der Landerbach überwindet während seiner Fließstrecke einen Höhenunterschied von 49 Metern, somit ergibt sich ein mittleres Sohlgefälle von 4,3 ‰.

## Flora und Fauna
Der (wie auch der Ölbach) von Ost nach West durch den Holter Wald fließende Landerbach wird von Erlen-Eschen-Auenwäldern begleitet. Lokal sind zudem Relikte von Erlenbruchwäldern anzutreffen. Das Gewässer dient als Lebensraum für den Eisvogel.

## Sonstiges
Am Nordrand des Holter Waldes finden sich im Landerbach an mehreren Stellen Reste alter Stauwehre. Diese wurden früher geschlossen, um die angrenzenden Wiesen zu überfluten und die nährstoffarmen Böden durch die Schwebstoffe zu düngen. Dieser Vorgang wurde als "Wiesenflößen" bezeichnet. Erst mit dem Aufkommen des Kunstdüngers in der ersten Hälfte des 20. Jahrhunderts wurde diese Düngungsmethode eingestellt.
Wie die Datenbestände des Gemeindearchivs Verl verraten, war der Landerbach bis zum Beginn des 20. Jahrhunderts auch unter dem Namen Krieftewirthsbach bekannt.